# زوئی عزیز
زوئی عزیز (به انگلیسی: Dear Zoe) یک فیلم آمریکایی در حال تولید، در ژانر درام به کارگردانی گرن ولز و نویسندگی مارک لورمر و بر پایه کتابی از فلیپ برد است. از ستارگان فیلم می‌توان به سیدی سینک و تئو روسی اشاره کرد.

## بازیگران
- سیدی سینک در نقش تس دینانزیو
- تئو روسی در نقش نیک دینانزیو
- کویکو کالینز در نقش جیمی فریز
- جسیکا کپشاو در نقش الی گلادستون
- جاستین بارتا در نقش دیوید گلادستون
- ویوین لایرا بلر در نقش امیلی گلادستون